# Płoszkowo (powiat stargardzki)
Płoszkowo (niem. Ludolphshof) – osada w Polsce położona w województwie zachodniopomorskim, w powiecie stargardzkim, w gminie Dolice, położona 8,5 km na południowy wschód od Dolic (siedziby gminy) i 28 km na południowy wschód od Stargardu (siedziby powiatu).
W latach 1975–1998 miejscowość należała administracyjnie do województwa szczecińskiego.

## Zabytki
- park dworski, pozostałość po dworze[3].